# Henry Ebel
Henry Ebel ou Henri Ebel, né le 3 juillet 1849 et mort le 5 janvier 1931, est un peintre et décorateur.

## Biographie
Il étudie à l'École des Arts décoratifs de Munich de 1875 à 1877 et devient en 1878 décorateur et peintre d'églises à Fegersheim. Il restaure ainsi de nombreuses églises d'Alsace. Henry Ebel s'illustre aussi en tant que peintre paysagiste dont ses principaux sujets sont les paysages d'Alsace. Sociétaire du Salon d'automne, il y expose en 1928 un Paysage. Ses tableaux représentent principalement des intérieurs avec personnages sous la lampe, des soleils couchants, des clairs de lune.
Une rue de Fegersheim ainsi que l’Etablissement Régional d’Enseignement Adapté d’Illkirch-Graffenstaden sont nommés en son honneur.